# Economia Angolei
Economia Angolei este una din economiile cu cea mai mare rată de creștere din Africa.
În ciuda abundenței de resurse naturale, Produsul Inter Brut rămâne unul dintre cele mai scăzute din lume. Agricultura susține o mare parte a populației. Industria abia există.